# 에카와사키역
에카와사키역(일본어: 江川崎駅)은 일본 고치현 시만토시에 위치한 시코쿠 여객철도 요도 선의 철도역이다. 역 번호는 G34이며, 섬식 승강장 1면 2선의 구조를 갖춘 지상역이다.

## 타는 곳
| 1 · 2 | ■ 요도 선 | 하행 | 지카나가 · 우와지마 방면 |
| 1 · 2 | ■ 요도 선 | 상행 | 구보카와 방면            |

## 역 주변
- 히로미강
- 시만토강
- 국도 제381호선
- 국도 제441호선

## 역사
- 1953년 3월 26일 : 일본국유철도의 역으로서 개업. 당시는 종착역이었다.
- 1974년 3월 1일 : 당 역 - 와카이 간이 개업해 중간역으로 되었다.
- 1987년 4월 1일 : 일본국유철도 분할 민영화에 의해, 시코쿠 여객철도가 승계.
- 2010년 10월 1일 : 무인화.

## 인접 역
| 시코쿠 여객철도 요도 선 | 시코쿠 여객철도 요도 선 | 시코쿠 여객철도 요도 선         |
| ----------------------- | ----------------------- | ------------------------------- |
| G 33 하게 와카이 방면   | 요도 선                 | 니시가호 G 35 기타우와지마 방면 |